# جعفر أباد (لنجان)
جعفر أباد هي قرية في مقاطعة لنجان، إيران. عدد سكان هذه القرية هو 232 في سنة 2006.